# Juicios a animales

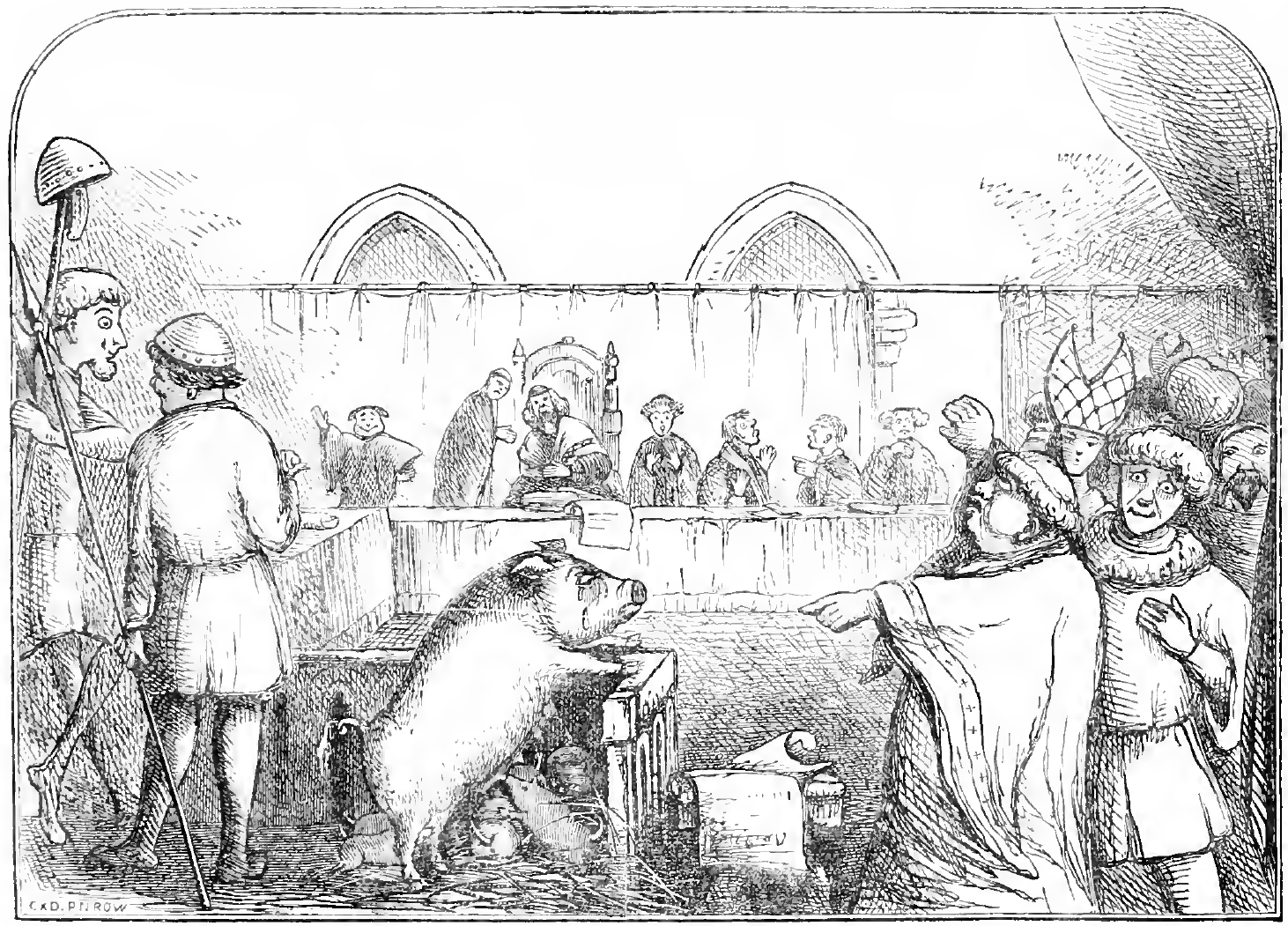
Ilustración del Libro de los Días de Chambers que representa a una cerda y sus lechones siendo juzgados por el asesinato de un niño. El juicio habría tenido lugar en 1457, siendo la madre declarada culpable y los lechones absueltos.

En la historia del derecho, los juicios a animales fueron procesos judiciales a animales. Hay constancia de que se ejecutaron procesos de este tipo en Europa desde el siglo XIII hasta el siglo XVIII. Los procesos más documentados se llevaron a cabo en Francia, pero también ocurrieron en Italia, Portugal, España y otros países.  En los tiempos modernos, en la mayoría de los sistemas de justicia penal se considera que los animales carecen de agencia moral y, por lo tanto, no pueden ser considerados culpables de un acto.

## Juicios históricos a animales
El procedimiento practicado contra los animales, así como el castigo al que eran sometidos, eran sustancialmente los mismos que los utilizados contra el hombre. Durante la Antigüedad, una ley de Dracón ordenaba matar el caballo o cualquier otro animal que matara o hiriera a un hombre. Según el Éxodo, “Si un buey acornea a un hombre o a una mujer y le causa la muerte, el buey será apedreado y no se comerá la carne, pero el dueño del buey será liberado." (Ex 21, 28). Nueve de cada diez veces en la Edad Media, los ensayos involucraron, por diferentes razones, a cerdos, ya que eran los animales de granja más abundantes en Europa hasta los tiempos modernos; eran los más vagabundos en los pueblos y aldeas donde desempeñaban el papel de recolectores de basura, tanto es así que eran los más aptos para cometer delitos (hurtos, saqueos, homicidios, infanticidios, accidentes , etc. ). En aquella época se los consideraba los más parecidos anatómica y fisiológicamente a los humanos, junto con los osos y los monos. 

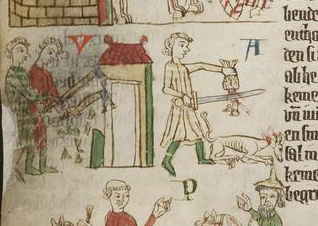
Sanciones por violación (Heidelberger Sachsenspiegel, 12 verso)

Si una mujer era violada a pesar de pedir ayuda, el Espejo Sajón recomendaba matar a todos los animales presentes en el momento del crimen, ya que su “falta de asistencia” se consideraba un indicio de la influencia del diablo. La influencia demoníaca del perpetrador podría incluso apoderarse del lugar del crimen y de los objetos que se encontraban allí, por lo que la casa en la que se cometió el crimen debería ser demolida. Esto también se aplicaba a un castillo en el que se había refugiado un exiliado, pero especialmente a los objetos que se consideraban que tenían alma, como las campanas. Si uno fuera mal utilizado para convocar a insurgentes, podría ser destruido por estar corrupto. 
Los antecedentes de tales concepciones incluyeron, entre otras cosas, la recesión europea, el aumento de la persecución de los herejes, la Inquisición, la integración del proceso oficial, la tortura para descubrir la verdad y la expansión de los castigos corporales. Desde el siglo XIV se intensificó la caza de leprosos, judíos y brujas.  Hubo un aumento de los juicios  contra animales en Francia, también tuvieron lugar un gran número de juicios en Inglaterra y el Sacro Imperio Romano Germánico. Otros países fueron Italia, los Países Bajos y Suiza. En el período moderno temprano, tuvieron lugar en paralelamente a los juicios por brujería. Se estima que el número de víctimas oscila entre 150 y unos miles de animales. Muchas animales tuvieron mala reputación a partir de esta época, y algunos también estaban asociadas con la brujería. 
Los animales, incluidos los insectos, se enfrentaron a la posibilidad de ser acusados de crímenes durante varios siglos en muchas partes de Europa. Se supone que el registro más antiguo que se conserva de un juicio a animales se encuentra en la ejecución de un cerdo en 1266 en Fontenay-aux-Roses.  Sin embargo, investigaciones más recientes sugieren que esta lectura podría ser errónea y que no se llevó a cabo ningún juicio en ese incidente en particular. 
En 1479, en Lausana, los abejorros que habían infestado el territorio y provocado una hambruna en el país, fueron citados ante un tribunal eclesiástico que los excomulgó.  El canciller de Berna aconsejó presentar una demanda en nombre de la república ante el tribunal episcopal: para su defensa se designó al abogado Perrodet, que falleció poco después. Las demás partes tampoco comparecieron, pero el tribunal eclesiástico presidido por el obispo condenó in absentia a los abejorros. Ellos fueron "excomulgados, proscritos en nombre de la Santísima Trinidad y condenados a abandonar todas las tierras de la diócesis de Lausana". 
A pesar de diversas controversias, estos juicios siguieron siendo parte de varios sistemas jurídicos hasta el siglo XVIII. Los acusados de delitos relacionados con animales comparecieron ante tribunales eclesiásticos y seculares, y los delitos que se les imputaban iban desde asesinato hasta daños criminales. A menudo se escuchaban testigos humanos y en los tribunales eclesiásticos los animales contaban rutinariamente con abogados (no era así en los tribunales seculares, pero durante la mayor parte del período en cuestión tampoco los acusados humanos). En caso de ser condenado, lo habitual era que el animal fuera ejecutado o exiliado. Sin embargo, en 1750, una burra fue absuelta de los cargos de bestialidad debido a que hubo testigos de la virtud y el buen comportamiento del animal, mientras que el humano con el que estaba acusada fue condenado a muerte. 

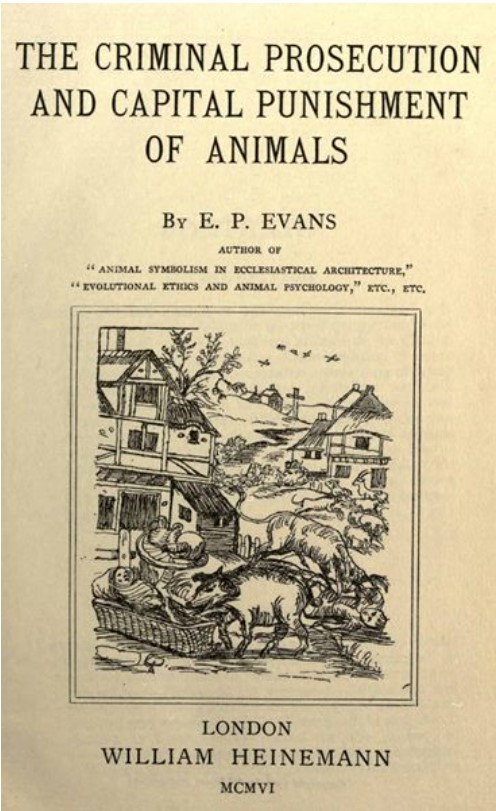
Portada del libro El procesamiento penal y la pena capital de los animales escrito por Edward Payson Evans

Se pueden encontrar traducciones de varios de los registros más detallados en The Criminal Prosecution and Capital Punishment of Animals, de E. P. Evans, publicado en 1906. El texto alude a investigaciones como la realizada por Karl von Amira, quien abordó el tema desde un enfoque jurisprudencial de la obra Consilia realizada por el abogado Bartholomew Chassenée, defensor de los animales, más de una vez llamado a representar a los animales en los juicios celebrados. Gracias a la investigación de Evans y al análisis de las fuentes indicadas, con especial referencia a Amira, se puede hacer una división entre Thierstrafen (en alemán: penas a animales) y Thierprocesse (en alemán: juicios a animales).  Un libro de Sadakat Kadri,  contiene un análisis detallado del tema. Kadri demuestra que tales juicios a animales eran parte de un estado de cosas más amplio, con procesamientos de cadáveres y objetos inanimados, y sostiene que un eco de tales rituales sobrevive en las actitudes modernas hacia el castigo de los niños y los enfermos mentales.

### Castigos a los animales
Se celebraban juicios contra animales acusados de matar a seres humanos; el procedimiento penal tenía algunas similitudes con los juicios contra seres humanos: tenían que ser arrestados y pasar por una audiencia judicial celebrada por un tribunal secular. Si era declarado culpable de homicidio, el animal podría sufrir la pena de muerte.  Había distintas formas en las que la sociedad medieval aplicaba la pena de muerte a los animales condenados, entre ellas el ahorcamiento y el estrangulamiento. Evans cita el Tratado de dolores y penas de Jean Duret, diciendo que Duret escribió que si un animal asesinaba o consumía a una persona, el animal debía ser estrangulado o ahorcado para poder borrar el recuerdo del crimen. Además, los animales considerados culpables también solían ser inmolados. A veces esto ocurría mientras aún estaban vivos, otras veces, cuando el juez era más misericordioso, el animal era chamuscado, estrangulado y luego quemado. 
Los animales que más frecuentemente eran castigados por Thierstrafen eran los cerdos. El trabajo de Evans y Cohen ha sido utilizado en la jurisprudencia sobre maltrato animal que actualmente se debate en la Corte Constitucional de Colombia, institución que ha citado esta recopilación de juicios sobre animales para debatir la capacidad y posibilidad de los animales de ser sujetos de derecho.  
De la misma manera, es a través de los procesos de los cerdos que no sólo se reconoce al autor directo del crimen, sino que también podría haber "cómplices", como en el caso del pueblo de Saint-Marcel-le-Jeussey en 1379, en el que dos manadas de estos animales se habrían amotinado y habrían expresado la aprobación de un infanticidio cometido por otros cerdos; aunque los cerdos declarados culpables de homicidio fueron condenados a muerte, gracias a la petición del dueño de las dos manadas al duque de Borgoña, los animales acusados de complicidad fueron indultados. 
Además, también existieron condenas sobre animales como burros, caballos, vacas, toros y mulas. 

#### Especies de animales sometidas a juicio

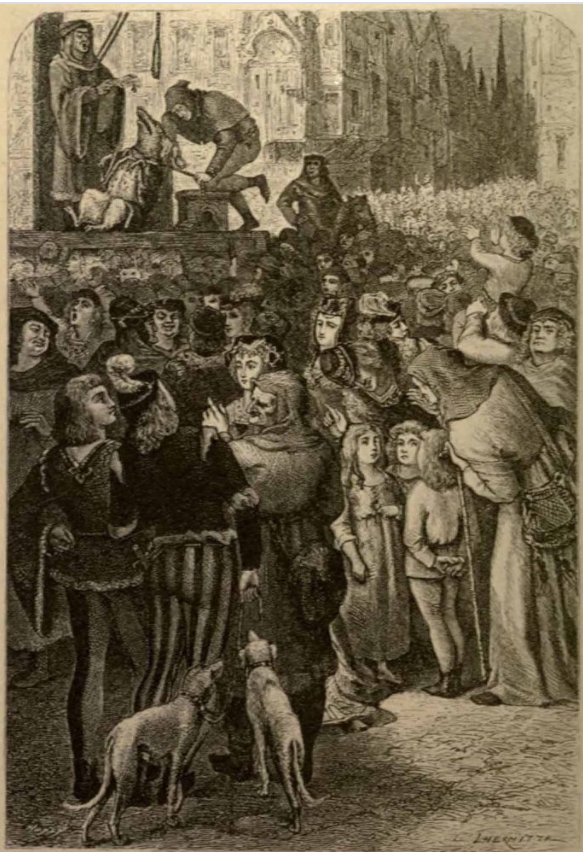
Ejecución de un cerdo, imagen del libro El procesamiento penal y la pena capital de los animales escrito por Edward Payson Evans

Los animales sometidos a juicio eran casi invariablemente animales domésticos (con mayor frecuencia cerdos, pero también toros, caballos y vacas) o plagas como ratas y gorgojos.   Otros animales, como orugas, moscas, topos, gusanos, caracoles y sanguijuelas, fueron sometidos a juicio, sin embargo, con mucha menos frecuencia. 
Entre los cerdos, un delito común era matar, herir o devorar a uno o más niños. Alrededor de 1860, en Eslovenia, un cerdo le mordió las orejas a una niña de un año y fue sentenciado a que su cuerpo fuera cortado en pedazos y dado de comer a los perros. En 1386, en Falaise, una cerda causó la muerte de un niño destrozándole la cara y los brazos y fue castigada con mutilarle la cabeza y las patas delanteras, no sin antes haberla humanizado adornándola con un calzón, una chaqueta y un pantalón, así como guantes blancos en sus patas delanteras. Fue ejecutarla públicamente. 
Al mismo tiempo (en los Establecimientos de Saint Louis ) el dueño del animal responsable del asesinato, si se trataba de un animal doméstico, podía ser ahorcado, si admitía tener conocimiento del vicio del animal. Si juraba que no tenía conocimiento del vicio, debía a la justicia la reparación del muerto que era de 100 sou el denario, en todos los casos el animal era confiscado por la justicia.  

##### Caso de Basilea
Según Johannis Gross en Kurze Basler Chronik (1624), en 1474 un gallo fue llevado a juicio en la ciudad de Basilea por "el crimen atroz y antinatural de poner un huevo", que los habitantes de la ciudad temían que hubiera sido engendrado por Satanás y que podría contener una basilisco. 

##### Katya la osa
Katya es un oso pardo originario de Kazajistán  que fue encarcelado en 2004 tras ser declarado culpable de atacar a dos personas en incidentes separados.  Katya estuvo detenida en la prisión de Arkalyk en Kostanay.  El animal fue liberado de prisión y se le permitió reunirse con otros osos después de cumplir una condena de quince años. Los cuidadores informan que Katya socializa bien con otros osos después de su largo encarcelamiento.

##### Monos
En septiembre de 2015, Personas por el Trato Ético de los Animales demandó a David Slater en nombre de un mono llamado Naruto. El juez desestimó el caso y dictaminó que el mono no tenía capacidad legal para actuar. PETA apeló posteriormente el fallo, y la apelación fue rechazada el 23 de abril de 2018. 
Según el folclore local, un mono fue ahorcado en Hartlepool, Inglaterra. Durante las guerras napoleónicas, un barco francés naufragó en una tormenta frente a la costa de Hartlepool. El único sobreviviente del barco fue un mono, supuestamente vestido con un uniforme del ejército francés para divertir a la tripulación. Al encontrar al mono en la playa, algunos lugareños decidieron realizar un juicio improvisado; como el mono no pudo responder a sus preguntas y como no habían visto antes ni a un mono ni a un francés, concluyeron que el mono debía ser un espía.  Al ser declarado culpable, el animal fue condenado a muerte y ahorcado en la playa. El nombre coloquial para los residentes de Hartlepool es "monkey hanger". 

##### Caso Ferron
Jacques Ferron fue un francés que fue juzgado y ahorcado en 1750 por copular con una burra.   El proceso tuvo lugar en la comuna de Vanves y Ferron fue declarado culpable y condenado a muerte en la horca.  En casos como estos era habitual que el animal también fuera condenado a muerte,  pero en este caso el asno fue absuelto. El tribunal decidió que el animal era una víctima y no había participado por voluntad propia. El 19 de septiembre de 1750 se presentó ante el tribunal un documento en nombre del asno que daba fe del carácter virtuoso del animal. Firmado por el párroco y otros residentes principales de la comuna, proclamaba que "estaban dispuestos a dar testimonio de que ella es, en palabras y hechos y en todos sus hábitos de vida, una criatura sumamente honesta". 

##### Revolución francesa
El 23 de abril de 1794, una familia de Béthune y su loro debieron comparecer ante el Tribunal Revolucionario: el animal tenía la molesta costumbre de gritar “¡Viva el rey!", lo que convertía a sus amos en culpables de ser antirrevolucionarios. Fueron guillotinados mientras el loro fue entregado al ciudadano Le Bon quien se encargaría de enseñarle a decir ”¡Viva la Nación!", "¡Viva la República!"  o, según otra fuente, “¡Viva la Montaña!". 

### Procedimientos contra animales
En contraste con la facilidad de capturar un animal como los señalados anteriormente, los procesos con animales también buscaron condenar a las plagas por matar cultivos, para luego expulsarlas. El tribunal eclesiástico tuvo que recurrir a otro tipo de preguntas y técnicas para juzgarlos, por lo que solicitó la intervención de la iglesia para iniciar las acciones metafísicas pertinentes, como exorcismos y encantamientos teniendo como elemento principal el agua bendita. 
Evans recopila varias técnicas de conjuración utilizadas para la expulsión y exterminio de plagas: el autor menciona un tratado de Kassianos Bassos, un bizantino bitinio que vivió durante el siglo X, en el que describe, paso a paso, una receta para acabar con los ratones de campo, a los que se les pide que abandonen los campos bajo pena de cortarlos en siete pedazos.  También menciona cómo en el siglo XVII la gente de Lucerna, sabiendo que el Papa tenía la capacidad de condenar y maldecir plagas sin tener que pasar por tecnicismos legales, le pagaron a un Papa para que conjurara un documento hechizante. 
Se encuentra que los animales más juzgados a través de este tipo de proceso eran ratas, langostas, ratones, caracoles, gorgojos, moscas, abejorros, orugas y otras clases de insectos o “alimañas” que atacaban las cosechas o viñedos, según las explicaciones de la iglesia por “instigación de Satanás”. 
La compilación de Evans cubre juicios desde el siglo VIII hasta principios del siglo XX. No se limita a enumerarlos, sino que profundiza en las cuestiones metafísicas, religiosas, legales y legislativas que llevaron a los humanos a emitir juicios contra los animales.

### El defensor de los insectos
Cuando un animal era acusado de cometer un delito contra un ser humano o contra su propiedad, se le notificaba y se le asignaba un abogado para defenderlo durante el juicio. La académica israelí Esther Cohen remarcó el rol del defensor cuando un animal era llamado a juicio, quien constantemente utilizaba figuras procesales para eximir la posibilidad de continuar con el proceso, como ejemplo de la objeción por falta de jurisdicción, ya que los animales no podían cometer delitos al ser incapaces ante la ley. Otra opción de la defensa fue argumentar que la notificación no se hizo conforme a derecho, pues estaban dirigidas directamente contra las langostas, ratas u otros insectos, quienes no tenían la voluntad, mucho menos la posibilidad de hacer uso de la razón para comparecer a un juicio. Los juicios y argumentos de la defensa en ocasiones aludían al papel de los animales en el mundo según la teleología, tal es el caso de Tomás de Aquino, quien indicó que no debería haber tales juicios porque los animales eran creaciones de Dios y en este sentido si un juez terrenal los acusaba de cometer delitos estaban yendo en contra de la voluntad divina.

## Crítica
No está claro si realmente se llevaron a cabo juicios en los que los animales fueron tratados como personas y como culpables. La historiadora del derecho Eva Schumann, por ejemplo, lo deja claro: “No existen fuentes jurídicas de la Edad Media, procedentes de países de habla alemana, que documenten procesos penales contra animales con posterior condena penal y ejecución pública [. ..].”  Ahora se ha revelado que el supuesto primer caso de un proceso con animales en la Francia medieval, la quema de un cerdo cerca de París en 1266 o 1268, probablemente se basó en una mala interpretación de las fuentes primarias.  El historiador Daniel Meßner también señala que no existía una tradición jurídica previa para estos juicios y que, por el contrario, hay incluso declaraciones de gobernantes de la época de que los animales no pueden ser culpables porque no son seres racionales. Sospecha que el trasfondo de los procesos tradicionales son ejercicios de formación para aspirantes a abogados.
Sin embargo, la mayoría de los científicos están convencidos de que realmente tuvieron lugar procesos animales, sugiere el Dr. Hirte, dada la abundancia de fuentes. Por lo tanto, los procesos animales como juegos mentales o parodias son extremadamente improbables.

## En la cultura popular
- En el poema humorístico de Lewis Carroll de 1876 La caza del Snark, el abogado sueña con el juicio de un cerdo acusado de abandonar su pocilga. En la adaptación musical esta aparece como la canción The Pig Must Die.
- Julian Barnes describe un proceso contra una carcoma en su libro de 1989 Una historia del mundo en 10½ capítulos.
- La película de 1993 La hora del cerdo, estrenada como The Advocate en Estados Unidos, se centra en el procesamiento de un cerdo homicida. Varios episodios reflejan eventos históricos, y sus guionistas evidentemente consultaron transcripciones de juicios reales, aunque la trama gira en torno a un concepto histórico: Colin Firth interpreta al abogado defensor del cerdo, pero no hay ningún caso registrado de un abogado que represente a un animal acusado de asesinato. (Hay varios casos, por el contrario, en que los abogados comparecieron en representación de criaturas en tribunales eclesiásticos, y varias ratas y escarabajos, por ejemplo, obtuvieron famosas victorias judiciales como resultado de ello).
- En la novela de Olga Tokarczuk de 2009, Conduce tu arado sobre los huesos de los muertos, la protagonista principal escribe a la policía utilizando ejemplos históricos de juicios con animales para justificar su teoría de que los animales son responsables de los recientes asesinatos locales.
- El videojuego de aventuras y novela visual de 2013 Phoenix Wright: Ace Attorney – Dual Destinies ofrece un caso judicial adicional como contenido descargable, donde el protagonista Phoenix Wright defiende a una orca acusada de asesinato.